# Ветвь Давидова
«Ветвь Дави́дова» (англ. Branch Davidians) — американская религиозная тоталитарная деструктивная секта, возникшая в 1955 году после раскола внутри секты «Давидовых адвентистов седьмого дня» (англ. Davidian Seventh-day Adventists). Ветвь Давидова стала широко известной после трагической осады её ячейки на ранчо Маунт-Кармел около г. Уэйко (штат Техас, США) с 28 февраля по 19 апреля 1993 года.

## История
«Ветвь Давидова» возникла после отделения движения давидян от Церкви адвентистов седьмого дня. В 1930-х годах болгарский иммигрант Виктор Хутев провозгласил себя новым пророком в церкви Адвентистов седьмого дня, после чего был исключён из Церкви. Последователи Хутева сформировали новую церковь «Давидян адвентистов седьмого дня» (англ. Davidian Seventh-day Adventists), существующую до настоящего времени. В 1955 году, после смерти Хутева, разногласия внутри церкви Давидян привели к расколу, после которого возникла секта «Ветвь Давидова» во главе с проповедником Беном Роденом.
Со временем, в 1990 году во главе секты стал молодой харизматичный проповедник Вернон Хавелл, который принял новое имя в честь царя Давида и персидского царя Кира — Дэвид Кореш. Благодаря популярности Кореша и его проповедям численность членов секты значительно возросла. Кореш проповедовал радикальные идеи, скорое наступление конца света. Центром «Ветви Давидовой» было избрано поместье Маунт-Кармел в городе Уэйко, где поселились члены секты с семьями. В 1993 году появились подозрения в издевательствах над детьми членов секты, а также в незаконном хранении оружия. 28 февраля 1993 года Бюро алкоголя, табака, огнестрельного оружия и взрывчатых веществ сделало попытку обыскать поместье, которая закончилась стрельбой и почти двухмесячным противостоянием. Во время неудачного штурма поместья 19 апреля 1993 года с применением артиллерии и танков вспыхнул пожар, в котором погибли 76 членов секты, в том числе женщины и дети, и сам Дэвид Кореш.

## В культуре
- 2018 — Waco / Трагедия в Уэйко (мини-сериал). Мини-сериал основан на трагических событиях весны 1993 года, когда жители ранчо «Маунт Кармел» были заподозрены в незаконном хранении оружия.